# メコン川
メコン川（メコンがわ、英語: Mekong River、中国語: 湄公河、ビルマ語: မဲခေါင်မြစ်််、ラーオ語: ແມ່ນ້ຳຂອງ、タイ語: แม่น้ำโขง、クメール語: ទន្លេមេគង្គ、ベトナム語: Sông Cửu Long / 瀧九龍、チベット語:རྫ་ཆུ་）は、中華人民共和国南西部に源流を発し、東南アジア5カ国を流れる国際河川である。東南アジアで最長、アジア全体でも7番目に長い大河である。
メコン川はチベット高原に源流を発し、中国の雲南省を通り、ミャンマー・ラオス国境、タイ・ラオス国境、カンボジア、ベトナムをおよそ4200 kmにわたって流れ、南シナ海に注ぎ込む、東南アジアで最長の河川である。雨期には流量が増し流れが速いため、船の運航は非常に難しい。乾期には流量は減るものの、浅瀬が増えるため船の運航が難しい。流域諸国が集まって協議するメコン川委員会で、メコン川の土砂を除去して貿易路に使おうとの案が出されたものの、土砂を除去しても、すぐに土砂が堆積するため、この計画は頓挫した。なお、タイ、ラオス、ミャンマー、カンボジア、ベトナムの本流・支流周辺では、日用品の取引などの小規模な貿易が行われている。なお、河口付近はメコンデルタと呼ばれ、ベトナムの米生産量の半分以上を占める農漁業地帯である。

## 名称
メコンの名はタイ語に由来する。メ（メー）はメーナーム（川）の短縮語、コン（コーン）の意味には諸説ある。有力な説は、コーン（Khong）はサンスクリット語のガンガ（ganga＝ガンジス川）の転訛とするもの。すなわち、メコンは（ガンジス川のように）偉大な川、大きな川と解釈する。タイ語ではโขง  [kʰǒːŋ]がワニを意味するが、この場合はคด  [kʰót] または โค้ง  [kʰóːŋ]の転訛だと一部で考えられている。どちらも川や道の屈曲点を意味する。
いずれの説を採用するにしても、メという語に、既に川の意味が含まれているので、さらに「川」をつけるのは不自然とする立場から、メコンとのみ称することもある。
なお、東南アジアと南アジアの地域協力「メコン-ガンガ協力」は、メコンとガンジス川の両方にちなんで名付けられた。
国際河川のメコンは、地域や国ごとに異なった名前で呼ばれる。
- 中国
  - 中国語では、メコン川全体の総称は湄公河（拼音: Méigōng hé）で、湄公はメコンの音訳である
  - チベット語の名称はརྫ་ཆུ་（ワイリー方式：rDza chu）。
    - 源流部の名称は、加果空桑貢瑪曲、扎那曲あるいは扎曲（拼音: Zā Qū）。扎曲はチベット語の音訳である。
    - 上流部の名称は、瀾滄江（拼音: Láncāng Jiāng）。瀾滄は14世紀のラオスにあったラーンサーン王国の音訳である。
- ミャンマー
  - ビルマ語の名称はမဲခေါင်မြစ်（ラテン文字転写：Mè‘kaung Myit）。
- ラオス
  - ラーオ語の名称はແມ່ນ້ຳຂອງ[mɛː nâːm kʰɔ̌ːŋ]またはນ້ຳຂອງ [nâːm kʰɔ̌ːŋ]。
- タイ
  - タイ語の名称はแม่น้ำโขง [mɛ̂ː náːm kʰǒːŋ]またはแม่โขง [mɛ̂ː kʰǒːŋ]。
- カンボジア
  - クメール語の名称はមេគង្គ [meekoŋ]（ラテン文字転写：Mékôngk）、ទន្លេមេគង្គ[tʊənlee meekoŋ]（ラテン文字転写：Tônlé Mékôngk）またはទន្លេធំ[tʊənlee tʰomŋ]（ラテン文字転写：Tônlé Thum）。メコンはタイ語に由来する外来語であり、本来のクメール語の名称はទន្លេធំ （Tônlé Thum）である。トンレは川または湖、トゥムは大きな、偉大なを意味するので、大きな川、偉大な川、すなわちメコンの意訳ともいえる。
  - プノンペンの東でトンレサップの河川部分と合流し、また支流としてバサック川が生まれる。
- ベトナム
  - ベトナム語の名称はSông Mê Kông [soŋm me koŋm]、Sông Lớn [soŋm lə̌ːn]またはSông Cửu Long [soŋm kɨ̃w lɔŋ]。Sông（ソン：瀧）は川を意味する。ソン・ローンは大きな川、偉大な川を意味し、メコンの意訳ともいえる。クー・ロンは漢字では九龍と表記されるので、ソン・クー・ロンは“九龍川”ということになる。これが本来のベトナム語の名称である。またメコンデルタ地帯で分岐した後の西の流れ（バサック川系）をHậu Giang（ハウザン：後江）またはSông Hậu（ソンハウ：瀧後）と呼び、東の流れをTiền Giang（ティエンザン：前江）またはSông Tiền（ソンティエン：瀧前）と呼び分ける。

## 生物相
メコンとその流域は、世界的に見ても生物の多様性が特に豊かな地域の1つである。世界自然保護基金（WWF）によると、発見された新種は2015年だけで163種、1997年以降の累計では2409種に達している。生息が特定あるいは推定されている魚類の種は1200以上に上る。漁業はそれぞれの領域の経済活動の非常に重要な要素であり、約120種の魚が商業的に取り引きされていると推定され、食料として重要なタンパク源とされている。これによってカンボジアとラオスの人口1人当たりの淡水魚の漁獲量が世界で最大規模となっている。研究者によると、メコンは世界で最も巨大な魚の種が生息する川であり、顕著な例はメコンオオナマズである。また、野生のイネのオリザ・ルフィポゴンも流域一帯に生えている。
上流部では、流入する雪解け水により一定の流量があるため、比較的透明であり流れは速い。水質はpH6.9から8.2で、ほぼ中性の傾向を示し、栄養素レベルは低い。下流域では特に雨季は赤茶色に混濁する。インドシナ半島に広く分布する赤土であるラテライト土壌を侵食するのが理由である。水質はpH6.2から6.5。
メコンは上流と下流の、異なった2つの生物相に分けられる。流れの速い上流では、魚類はドジョウ、吸盤を持ったナマズ、コイが支配的な種である。コイは流れの遅い中流部、下流部でも見られるものの、コイを除くと、メコンオオナマズが支配的な種であり、タイワンドジョウ属、ウォーキングキャットフィッシュ、インドシナニシクイガメなども見られる。一部の魚類や哺乳類や爬虫類は重大な危機に直面しており、カイヤン、パーカーホ、エロンガータリクガメ、マレーハコガメ、キングコブラ、タイドクフキコブラなどの絶滅危惧種も多い。淡水に生息するカワゴンドウ（イラワジイルカ）は、かつて下流部では一般的に見られたが、治水と乱獲のため、ほとんど見かけられなくなった。川の中や川の周りに生息している他の沼沢地の哺乳動物としては、カワウソとスナドリネコが挙げられる。固有種のシャムワニも、目撃例は非常に少なくなった。また、鳥類のカタジロトキ、アカハジロ、ベンガルショウノガン、オオヅル、オオハゲコウなども見られる。
沿岸一帯にラムサール条約登録地が多いが、本流の一部を含むのはカンボジアのストゥントレン州の北部だけである。

## 水位・流量
メコン流域は季節風の影響を受けるため、その水位や流量は、雨期である5月末〜10月にかけて最高を記録し、乾季の末の5月頃には最低を記録する。メコンデルタ地方は、数千年に亘ってメコン川が運搬した土砂によりできた堆積平野であるために標高差がほとんどなく、流量の少ない乾季の末には南シナ海の潮汐の影響が顕著に現れる。満潮時と干潮時では、河口近くのヴァムケーンでは3 m、河口から約100 kmのミートゥアン橋付近では2〜2.5 m、約200 kmのチャウドックでも1 m程度の水位の変化が潮汐のために見られ、感潮河川としての特色も強い。
パークセーの観測所で計測された月ごとの平均の流量 (m3/s)

(13年間の平均は9000 m3/s)

## メコンデルタ
メコンはカンボジアの首都プノンペンの南でトンレサップと合流し、本流とバサック川の2つの流れに分かれてベトナムへと流れる（雨季の間はトンレサップへも流れる）。メコン本流とバサック川は更に分岐と合流を繰り返し、農業、特にコメの栽培に欠かせない非常に肥沃なデルタを形成する。ベトナム語ではこれらの流れをまとめてソン・クー・ロン、すなわち九龍川と呼ぶが、これはメコンが9つの流れ、9匹の龍になって南シナ海に注ぎ込むと考えられていたからであった。実際には、19世紀の初めには、デルタを構成する大きな流れは4本であることが知られていた。また現代のベトナムでは地方区分名として「メコンデルタ地方（ベトナム語：Đồng bằng sông Cửu Long / 垌平瀧九龍）」が存在する。
メコンデルタは、55000 km2の面積に1800万人の人口を抱える。ベトナムのメコンデルタ地方には、アンザン省（Tỉnh An Giang）、ドンタップ省（Tỉnh Đồng Tháp）、カントー中央直轄市（Thành phố trực thuộc trung ương Cần Thơ）、ヴィンロン省（Tỉnh Vĩnh Long）、ハウザン省（Tỉnh Hậu Giang）、ティエンザン省（Tỉnh Tiền Giang）、ベンチェ省（Tỉnh Bến Tre）、チャーヴィン省（Tỉnh Trà Vinh）、ソクチャン省（Tỉnh Sóc Trăng）、ロンアン省（Tỉnh Long An）、キエンザン省（Tỉnh Kiên Giang）、バクリエウ省（Tỉnh Bạc Liêu）、カマウ省（Tỉnh Cà Mau）が含まれ、前者1市8省がメコン川の流域内である。なお、人工の水路を含めれば、さらに他の省も水路で接続されている。
カンボジアのメコン流域の水位は、河口沖合の南シナ海の満潮時の潮位より低い。このため、満潮時にはメコンの流れはベトナムからプノンペンまで、海から逆流する。その結果、ベトナムの非常に平坦なメコンデルタ領域、特にカンボジア国境に近いアンザンやドンタップでは氾濫しやすい。

## 歴史
メコンに関する最も古い文明の痕跡は紀元前2100年まで遡り、鉄器時代の文化がバーンチエン遺跡に残されている。外部の文明との交流の最も古い記録としては、クメール文明の扶南国の遺跡があり、ベトナムのアンザン省オケオの遺跡では1世紀頃のローマ帝国のコインが発見されている。
最初にメコンに遭遇したヨーロッパ人は、1540年のポルトガルのアントニオ・デ・ファイラであった。1563年のヨーロッパの地図にはメコンについての記述が現れるが、ヨーロッパの関心は希薄だった。後になって、スペインとポルトガルはキリスト教宣教師を送り込み、布教と貿易のための探検隊を組織した。1641年から1642年には、オランダのゲリット・ファン・ウィストフが遠征を行い、ビエンチャンに達した。
フランスは、19世紀中頃にこの地域への関心を強めた。1861年にサイゴンを支配下に置き、1863年にカンボジアを保護国にした。フランスのメコン探検隊がエルネスト・ドゥダール・デ・ラグレとフランソワ・ガルニエによって組織され、初めて系統的な探検が始まった。この探検は1866年から1868年にかけて行われ、ガルニエは河口から雲南まで遡上した。水源は、ロシア人探検家ピョートル・コズロフによって1900年に明らかにされた。
1893年から、フランスは川の支配域をラオスに広げ、20世紀の最初の10年間でフランス領インドシナを設置した。日本軍の仏印進駐と太平洋戦争を経て、第一次インドシナ戦争に敗れたフランスの支配は終わったが、以降、この領域にアメリカ合衆国が深く関わった。ベトナム戦争後、アメリカ合衆国が支持するタイ政府と、その他の国における新しい共産主義政権の間に緊張が続き、メコンの利用については協力関係を築けない状態が続いた。しかし、1957年には、流域諸国が集まって協議するメコン川委員会が創設された。
この他に1995年には、ミャンマー以外の東南アジアの流域4カ国でメコン流域コミッション（メコン川委員会、MRC）が創設され、アメリカ合衆国の他にヨーロッパ諸国や日本も支援してきた。さらにアメリカ合衆国は、メコン下流域開発（LMI）を通じた協力を2009年に開始し、2020年9月11日にはメコン-アメリカ・パートナーシップの初会合を開いた。これに対して中国は2015年に東南アジア5カ国と澜沧江-メコン川協力（LMC）を発足させ。2016年には他の流域5カ国とメコン川協力首脳会議を開催した。こうした国際枠組みは流域の開発、治水や水力発電、農漁業のための水資源についての協力・対立という面だけでなく、東南アジアにおけるアメリカ合衆国と中国との影響力争いという側面もある。アメリカ合衆国国務省は2020年12月、中国領内のダムを衛星写真で監視する計画を公表した
2024年8月5日、メコン川の首都プノンペン近郊からケップ州タイ湾まで、約180キロメートルを結ぶ「フナン・テチョ運河」の建設が始まった。カンボジア政府によれば、4年かけて貫き、総工費は17億ドル。約180キロのうち159キロの区間の49パーセントは中国国営企業が資金拠出する。

## 源流および支流、分流
（上流から記載）
- 瀾滄江 - 上流部の中国国内での呼称
  - 昂曲 - 瀾滄江の支流
- コック川 - 支流
- オウ川（英語版） - 支流
- ムン川 - 支流
- セコン川 - 支流
- トンレサップ（トンレサップ川を含む） - 支流
- コーチェン川 - 分流

## ダム
メコンの上流に位置する中華人民共和国とラオスは、治水と水力発電のために多数のダムを建設している。
| 名称                       | 国籍 | 完成 | 発電量 （MW） | 位置                                                                      |
| -------------------------- | ---- | ---- | ------------- | ------------------------------------------------------------------------- |
| 功果橋ダム Gongguoqiao Dam | 中国 | 2008 | 750           | 北緯25度36分43.7秒 東経99度17分45.6秒 / 北緯25.612139度 東経99.296000度   |
| 小湾ダム Xiaowan Dam       | 中国 | 2013 | 4200          | 北緯24度42分19.1秒 東経100度5分31.8秒 / 北緯24.705306度 東経100.092167度  |
| 漫湾ダム Manwan Dam        | 中国 | 1996 | 1500          | 北緯24度37分20.2秒 東経100度26分56.4秒 / 北緯24.622278度 東経100.449000度 |
| 大朝山ダム Dachaoshan Dam  | 中国 | 2003 | 1350          | 北緯24度1分40.3秒 東経100度22分9.8秒 / 北緯24.027861度 東経100.369389度   |
| 糯扎渡ダム Nuozhadu Dam    | 中国 | 2017 | 5850          |                                                                           |
| 景洪ダム Jinghong Dam      | 中国 | 2010 | 1750          | 北緯21度50分48秒 東経100度58分21.4秒 / 北緯21.84667度 東経100.972611度    |
| 橄欖壩ダム Ganlanba Dam    | 中国 | n/a  | 150           |                                                                           |
| 孟松ダム Mengsong Dam      | 中国 | n/a  | 600           |                                                                           |

参考
- メコン河本流ダム-メコン・ウォッチ
- 西部大開発[14]

## 環境問題
メコンが現在直面している環境問題は、流量減少、流域各国での水質汚染と過剰な漁獲、ダム建設と急流を緩和する治水工事、及び、上流部を領有する中国による河川舟運を目的とした岩礁爆破などの地形改変である。多くのダムが既に川の支流に建設されており、顕著な例ではタイ・ウボンラーチャターニーのパクマンダムが、環境への被害をもたらすと共に、地域住民の生活にも悪影響を与えると批判されている。
主流へのダム建設は、さらに深刻な影響を与える。中国はチベット周辺にあるメコン川主流へのダム建設の大規模な計画に着手している。1990年代に始まり既に1つ目の漫湾ダムを始め、3つのダムが完成し、さらに12のダムを計画中である。
中国は雲南省からタイ、ラオス北部にかけての上流部でより大型の船舶が航行できるように、障害となる岩礁の破壊などを実施・計画している。こうした岩礁は魚や鳥の繁殖場所であり、生物の種類・生息数を減らすことが懸念されている。
経済が未発達なカンボジアでは、食料供給の大部分を川に依存している。年に一度の氾濫は、メコンの支流であるトンレサップ流域を肥沃化するために必要な、多量の水を供給している。氾濫が無ければ、この地域は乾いた埃だらけの生産力の低い土地となり、ひいては都市を維持できなくなる。トンレサップ生物保護区は、トンレサップ周辺領域を保護するために創設された。
メコンの下流に位置する国々を顧みない中国の姿勢を、メコン川委員会（MRC）の他国は非難し、ダム建設の中止を求めたが、空振りに終わった。最初の中国のダム建設以降、水位は低下し、捕らえられた魚は小さく、漁獲量は4分の1に減少した。チェンライ港の取引高は半分未満まで減少し、メコンイルカやマナティーを含む、多くの種が絶滅の危機にさらされるようになった。水位の低下によりフェリーが立ち往生するため、チェンライからルアンパバーンまでの航行は、以前の8時間から2日間を要するまでに伸びている。
現在でもこうした問題が発生しており、中国のダム建設が計画通り行われると、さらに深刻な影響を及ぼすことになる。下流域諸国は環境破壊と汚染に加え、低い水位が魚の遡上を妨げ、産卵ができなくなるという、川の閉塞問題にも直面する。中国政府は建設前に下流の地域に事前に警告することになっているが、遅過ぎるか全く無いことが多いという。
メコン川では流量が激減しており、メコンデルタでは海水が逆流して漁獲量の減少、農地の塩害をもたらしている。MRCは2021年2月12日、雲南省の水力発電が原因とする非難声明を初めて発表した。中国外相の王毅は2020年2月、メコン流域諸国との外相会談で、流量減少は降雨不足で、中国も被害者と説明したが、メコン上流での水利用データの公表は拒んでいる。
中国が岩石と砂洲を浚渫し、峡谷を爆破して流速を緩和する一方で、別の場所ではダムから放水を行うことにより、雨期-乾期という自然のサイクルを無視した一時的な水量の増加が、別の環境問題を引き起こす。この問題で、特に強い影響を受けているのはカンボジアである。カンボジアの農業生産は絶妙な水量のバランスの上に成り立っており、それが崩れることで、15世紀にクメール王朝を滅亡させた大規模な飢饉と壊滅的な洪水というシナリオの再現が危惧されている。メコン流域のラオスの都市やベトナムのホーチミン市も低い水位と汚染により、大きな打撃を受ける。

## その他
ラオスのヴィエンチャンやタイのノンカーイ周辺のメコンでは、光を放つ球が水面から上昇する現象が起き、これはナーガ光球と呼ばれている。ナーガは蛇または龍の意味であり、現地ではパヤナーガ、すなわちメコンに住む龍が引き起こす現象だと考えられている。

## 写真集

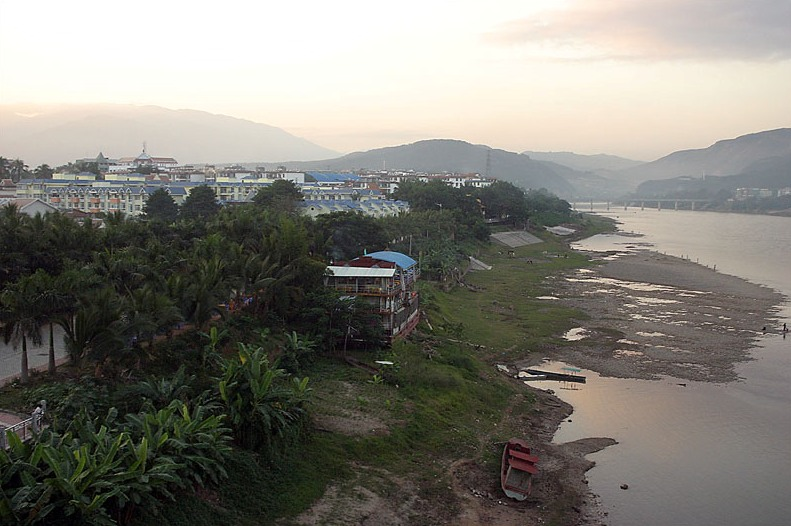
中国、雲南省シーサンパンナ・タイ族自治州景洪市付近。
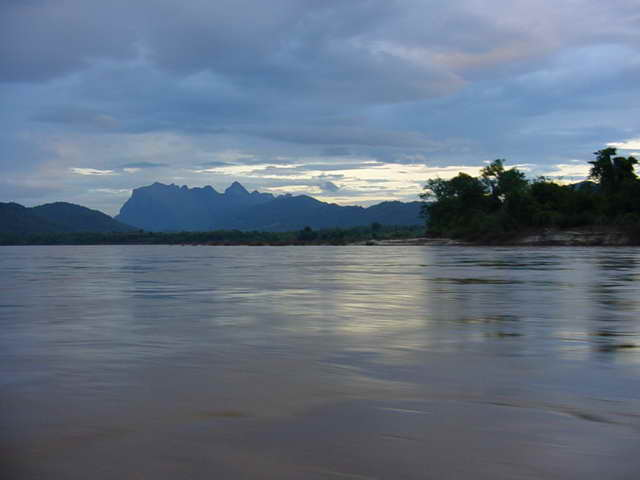
ラオス北部のルアンパバーン郡の夕刻のメコン。
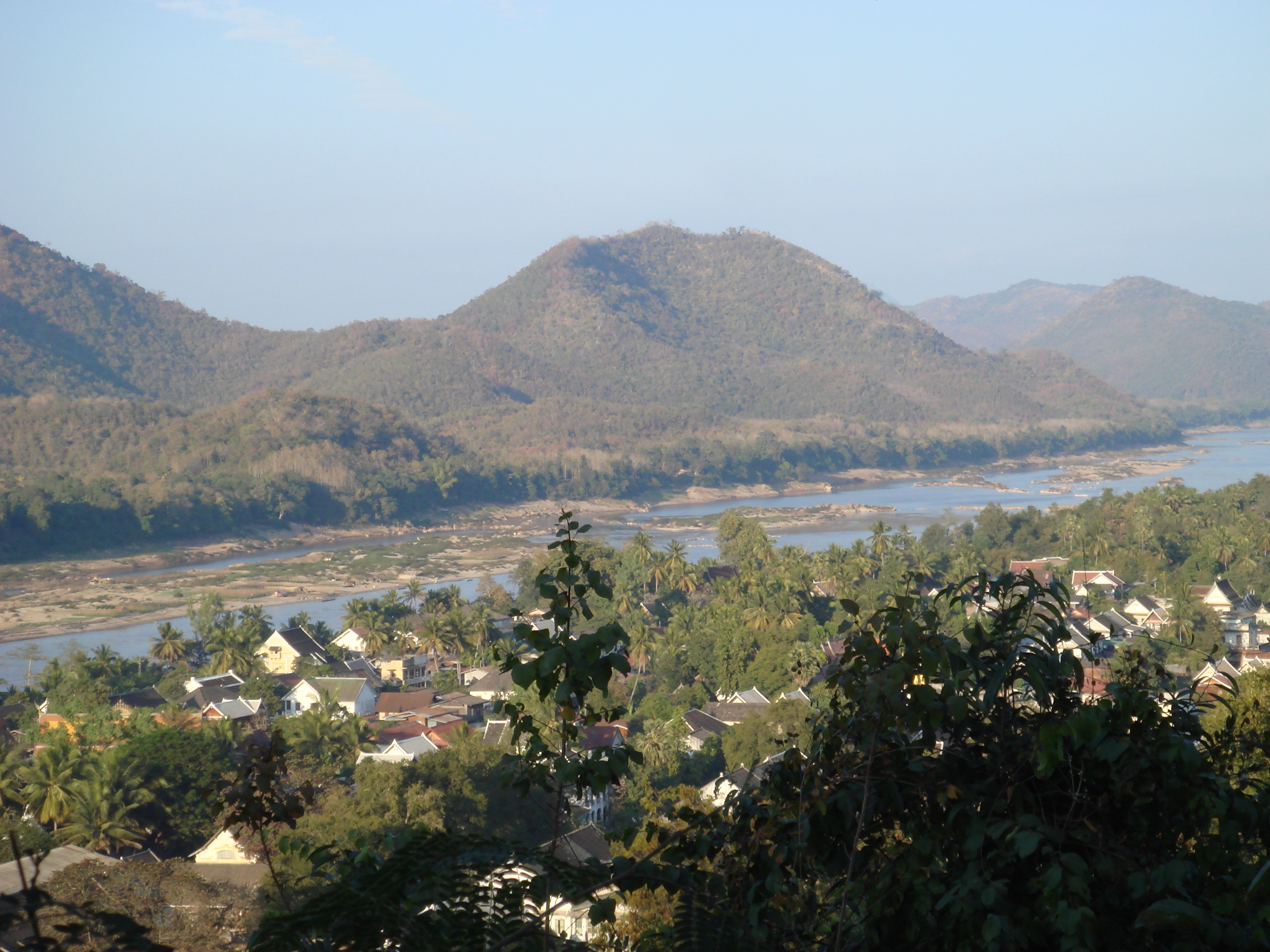
沿岸のルアンパバーンの街並み。
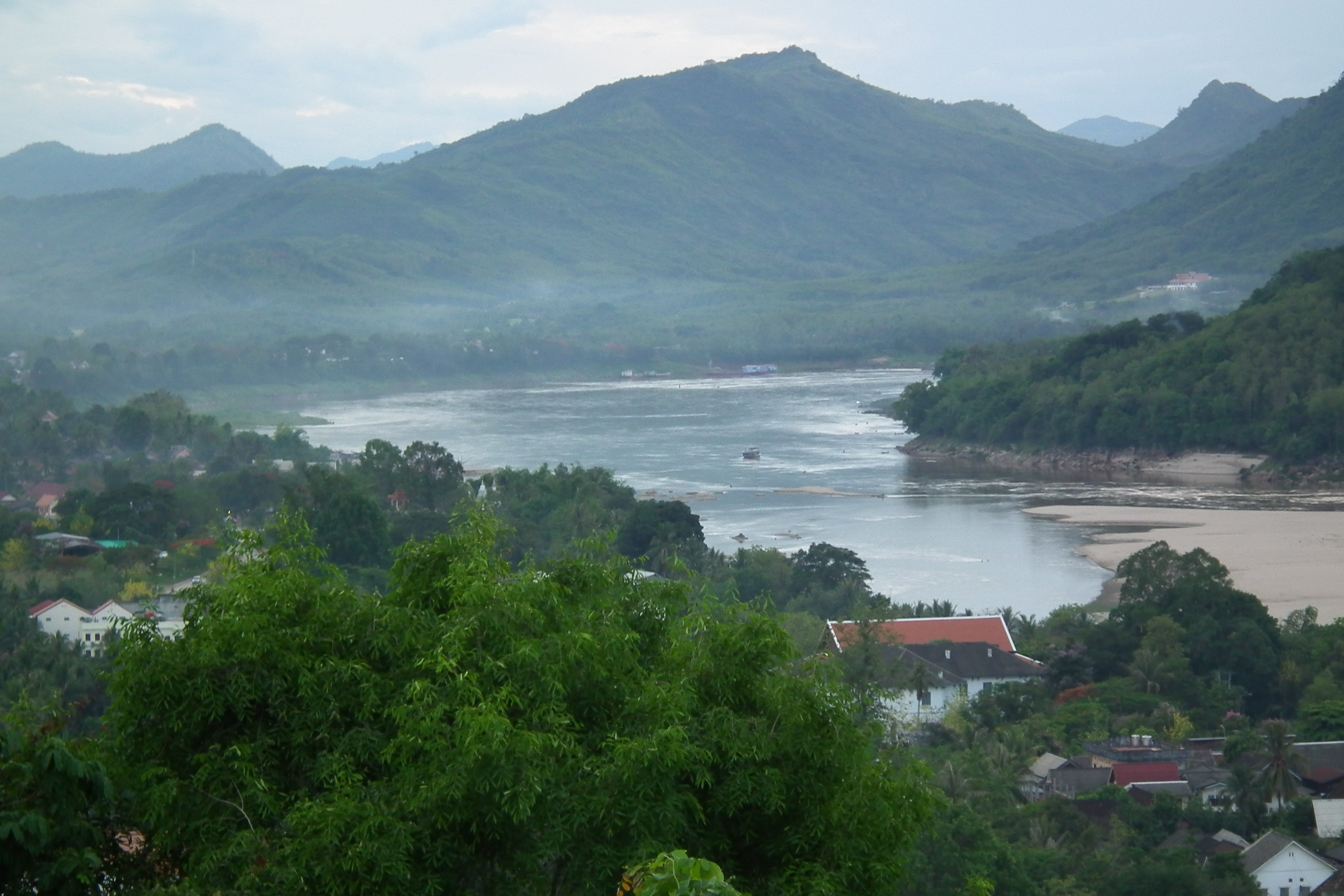
プーシーの丘から望むメコン川（ラオス ルアンプラバーン）。
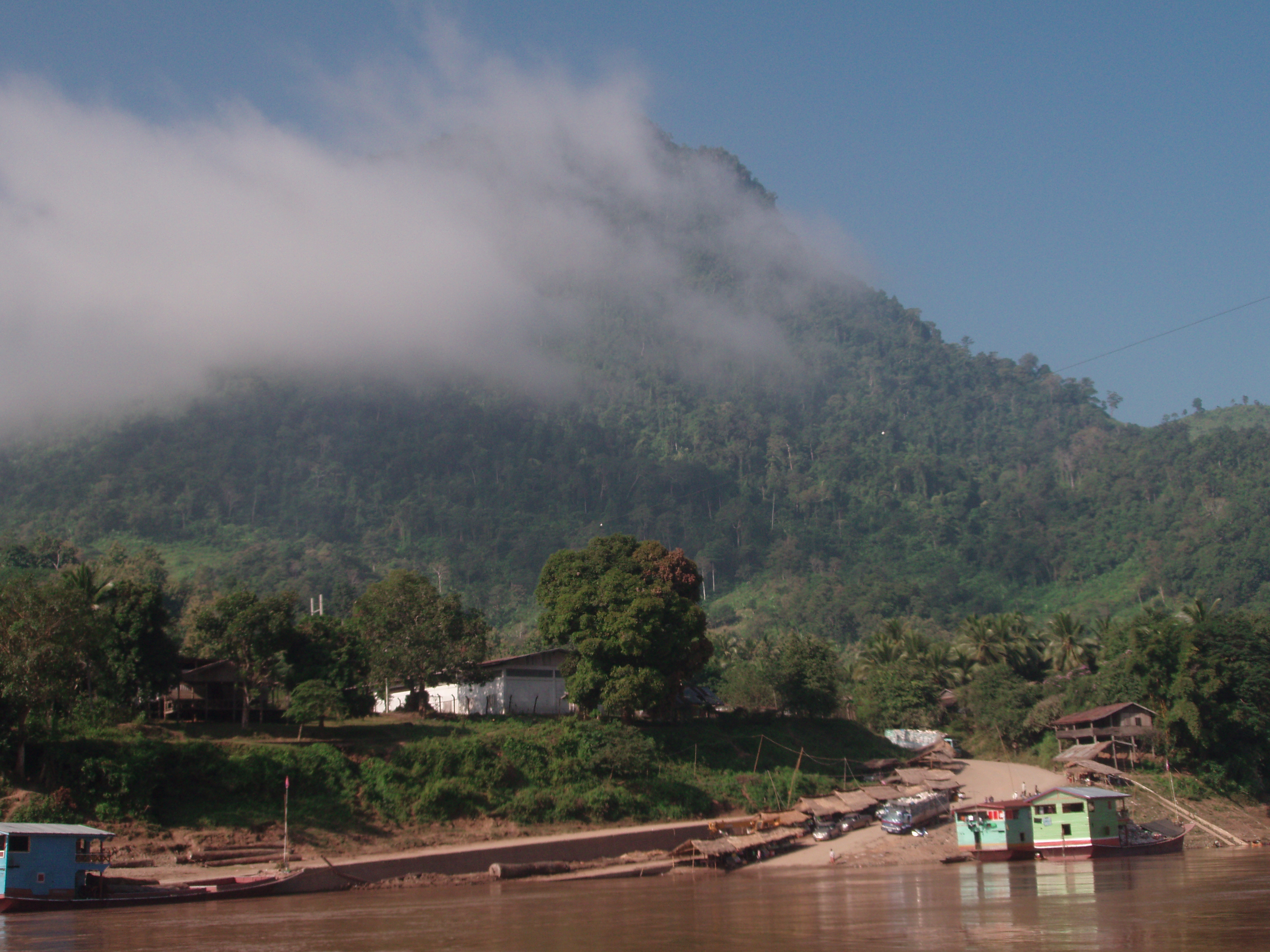
ラオス、サイニャブーリー県の船着き場。
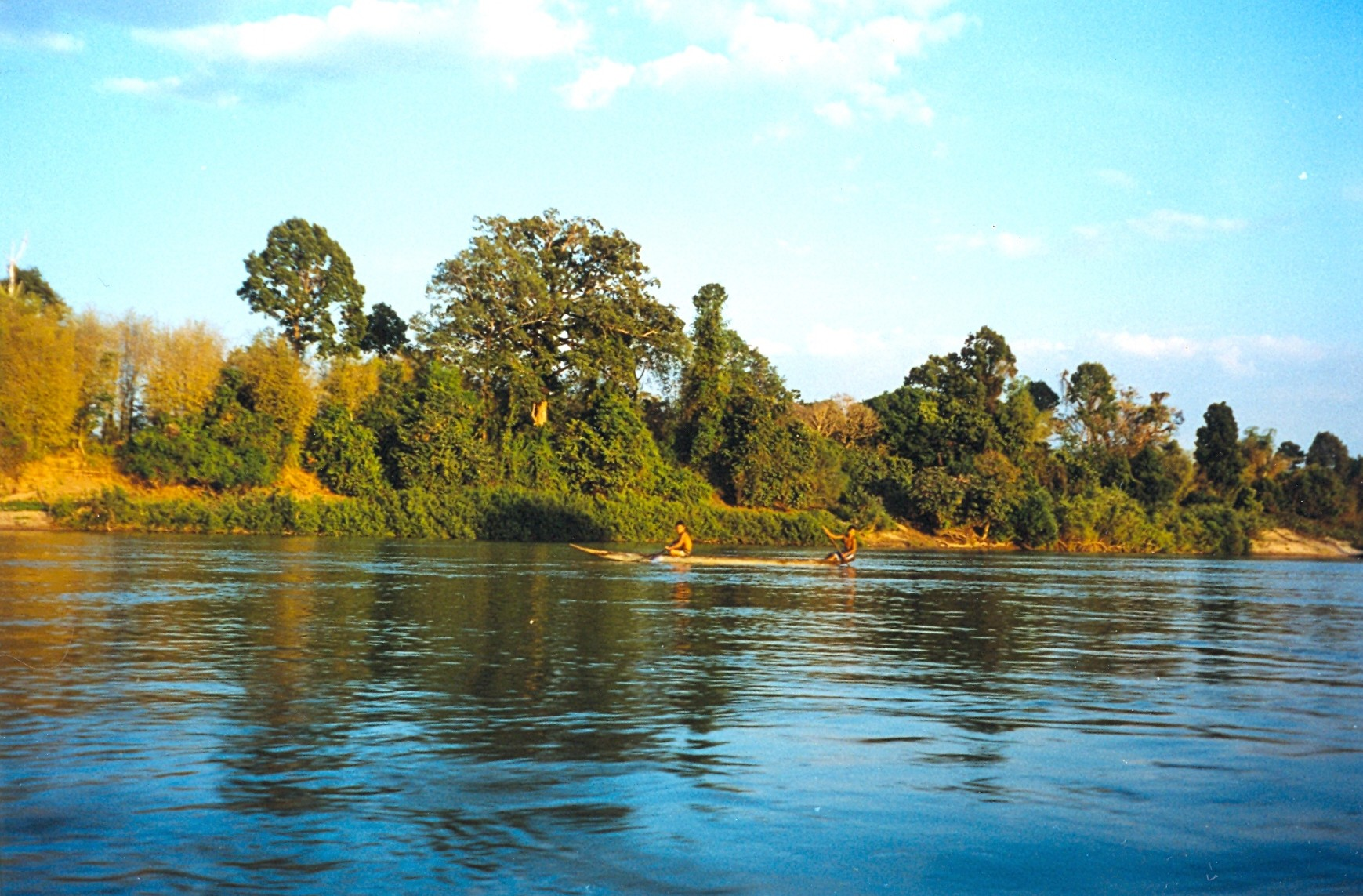
ラオス南部。
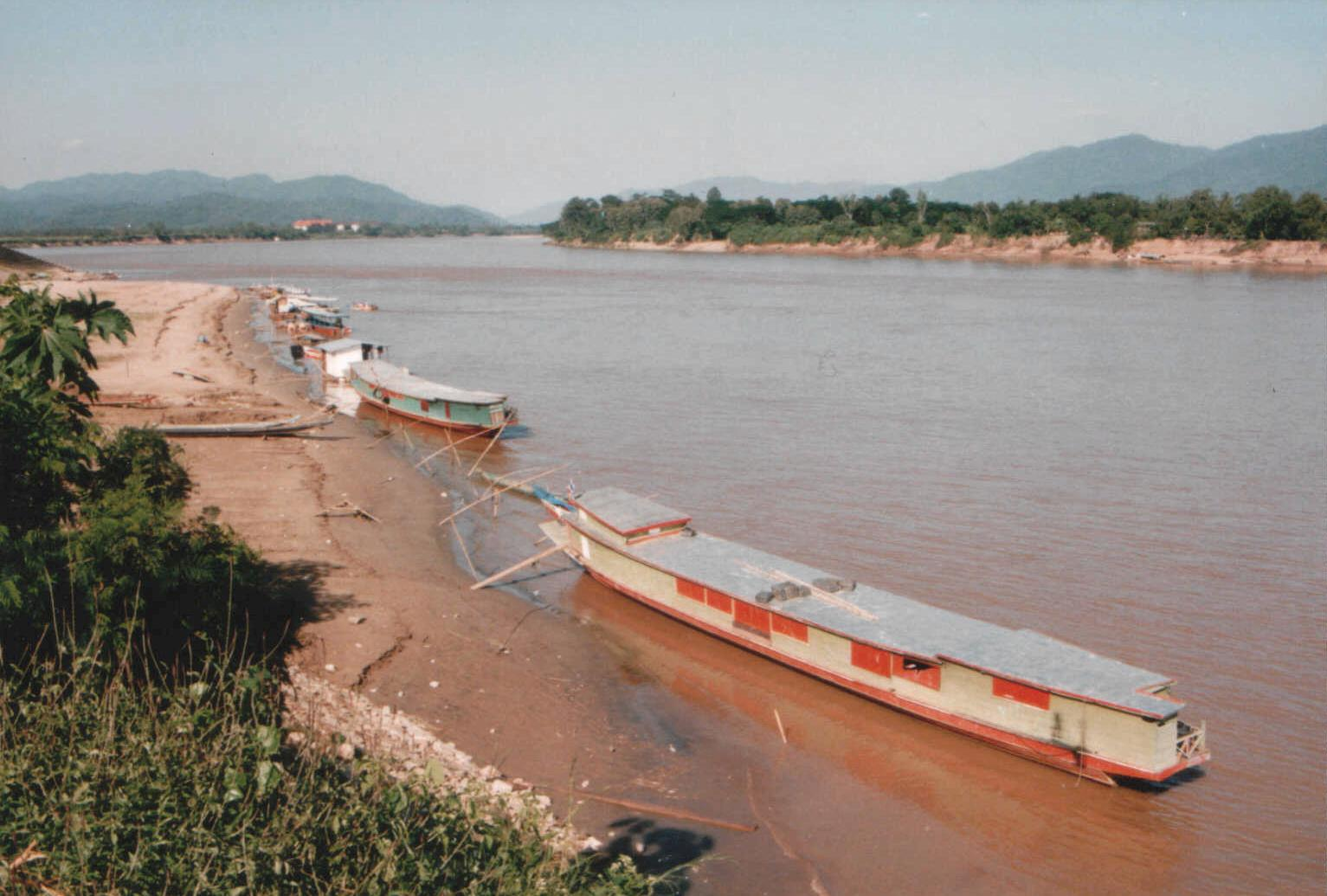
タイ国境付近。
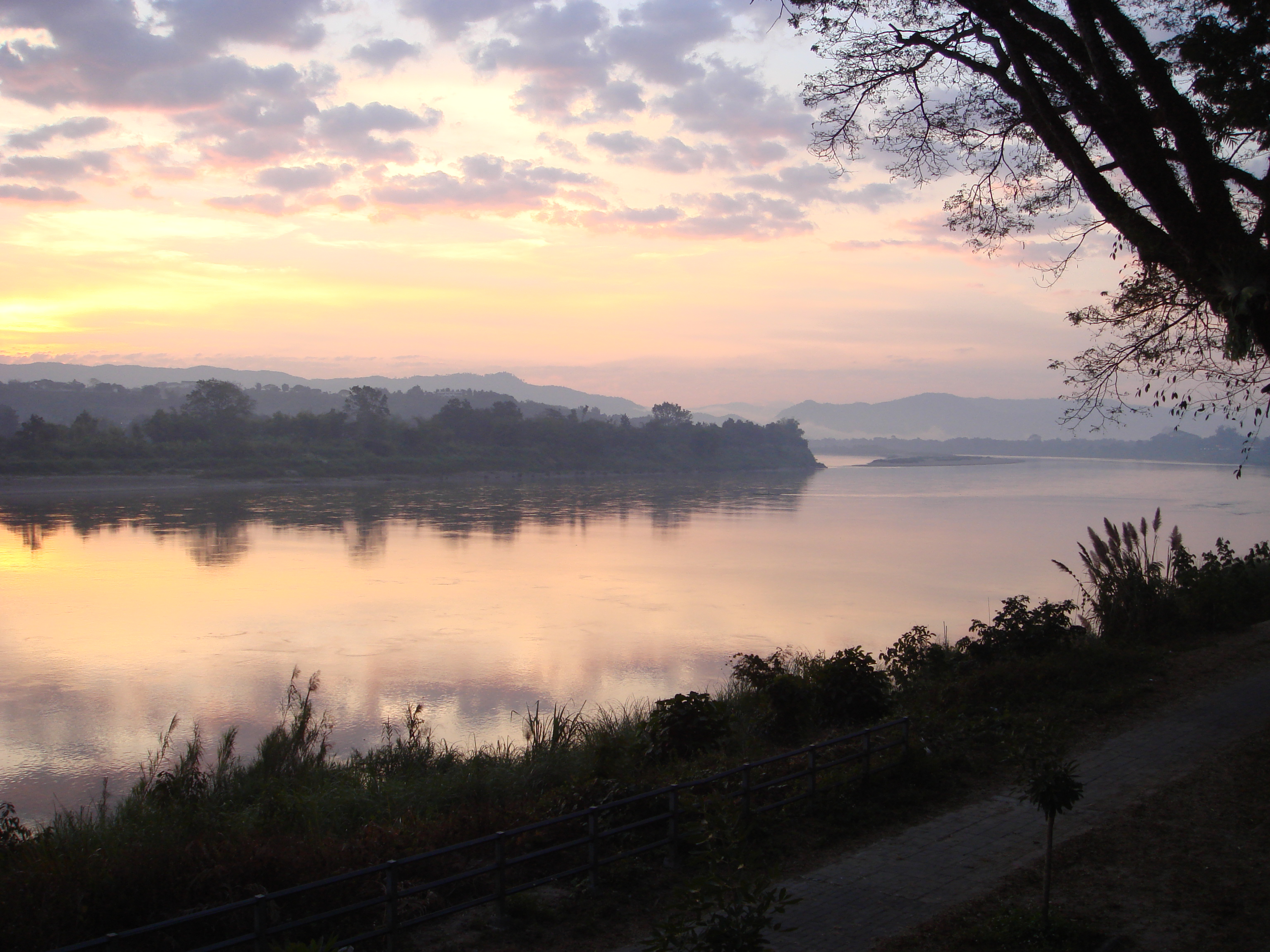
タイ王国北部のチエンコーン郡で撮影した夜明けのメコン。
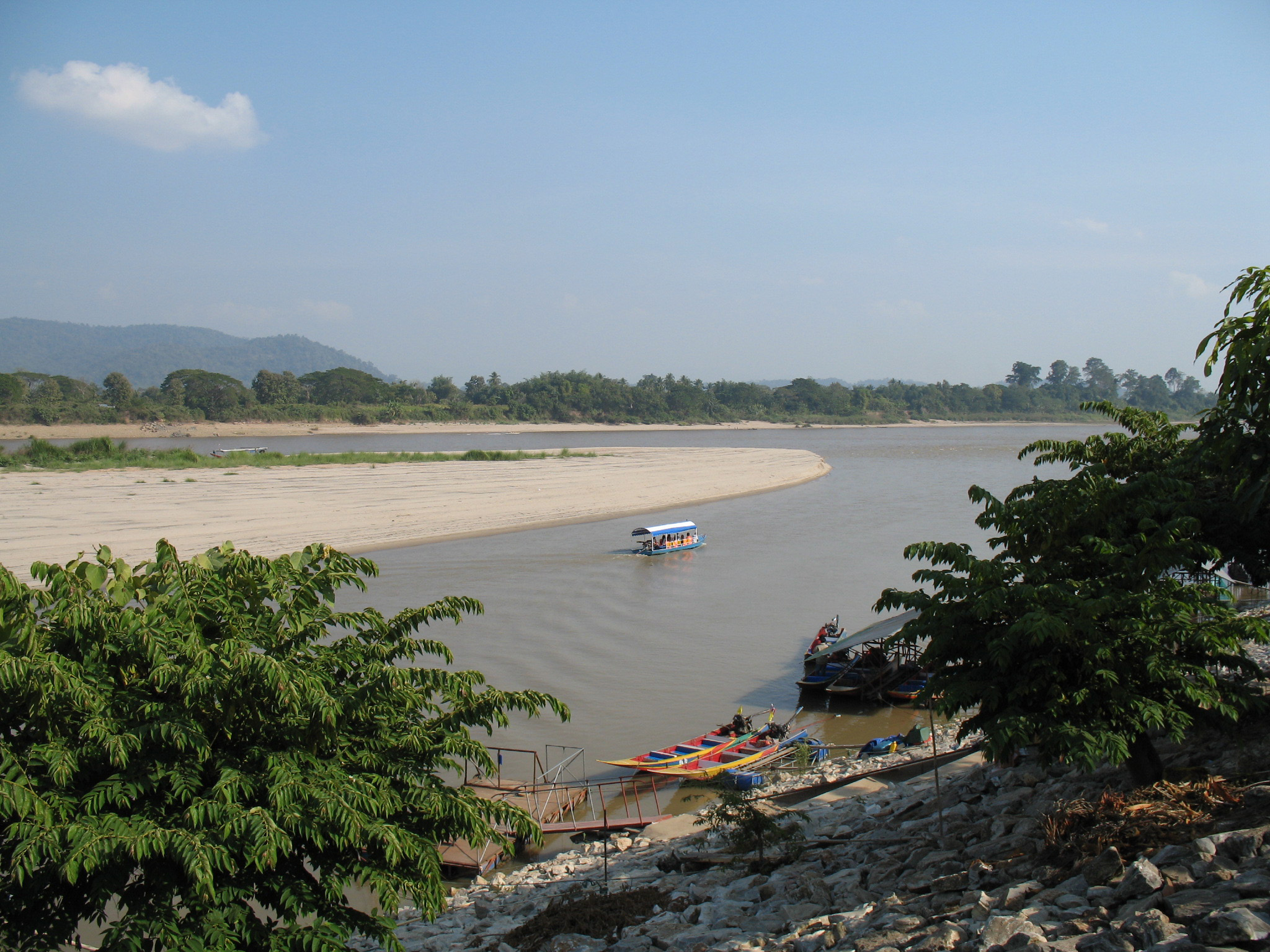
黄金の三角地帯として知られるタイのチエンセーン。
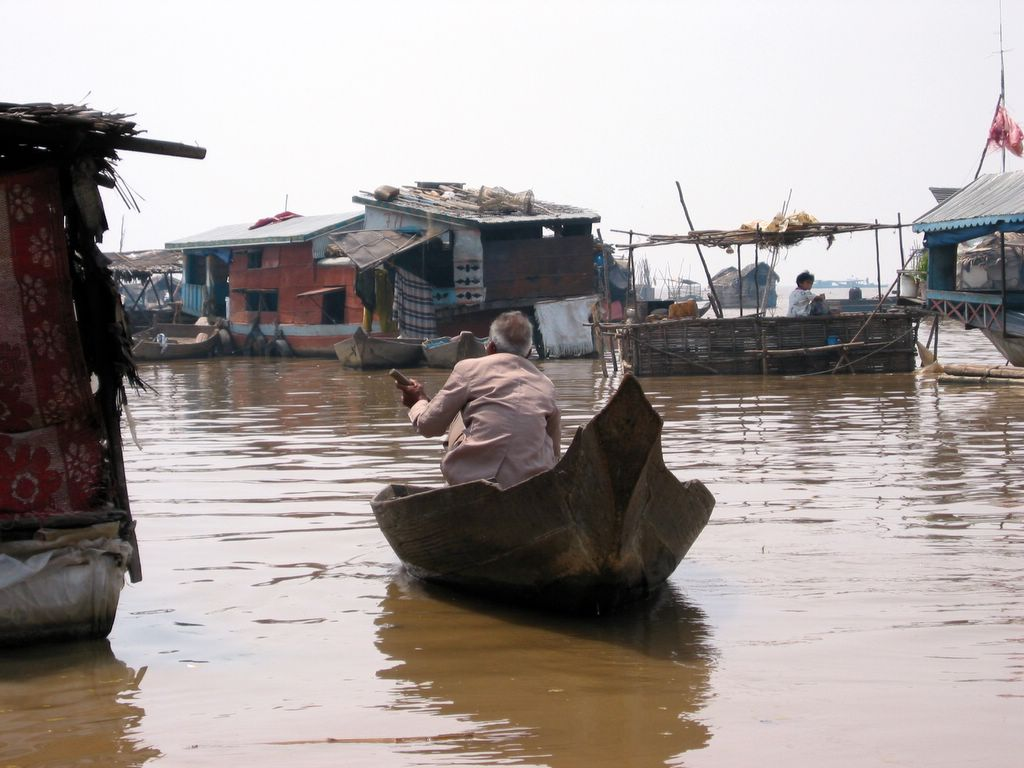
トンレサップ湖をボートで行く老人。
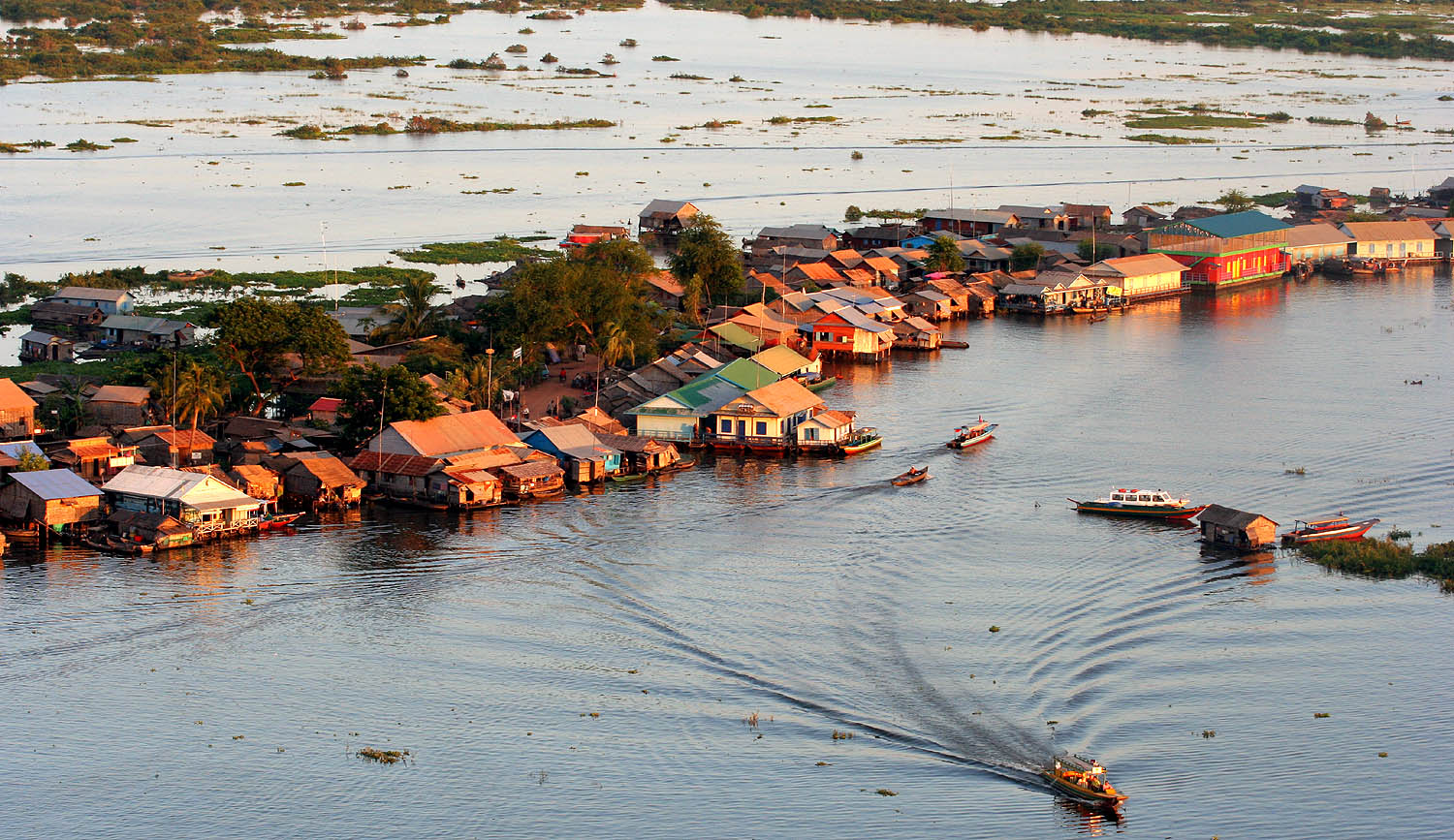
トンレサップ湖に浮かぶ水上集落。
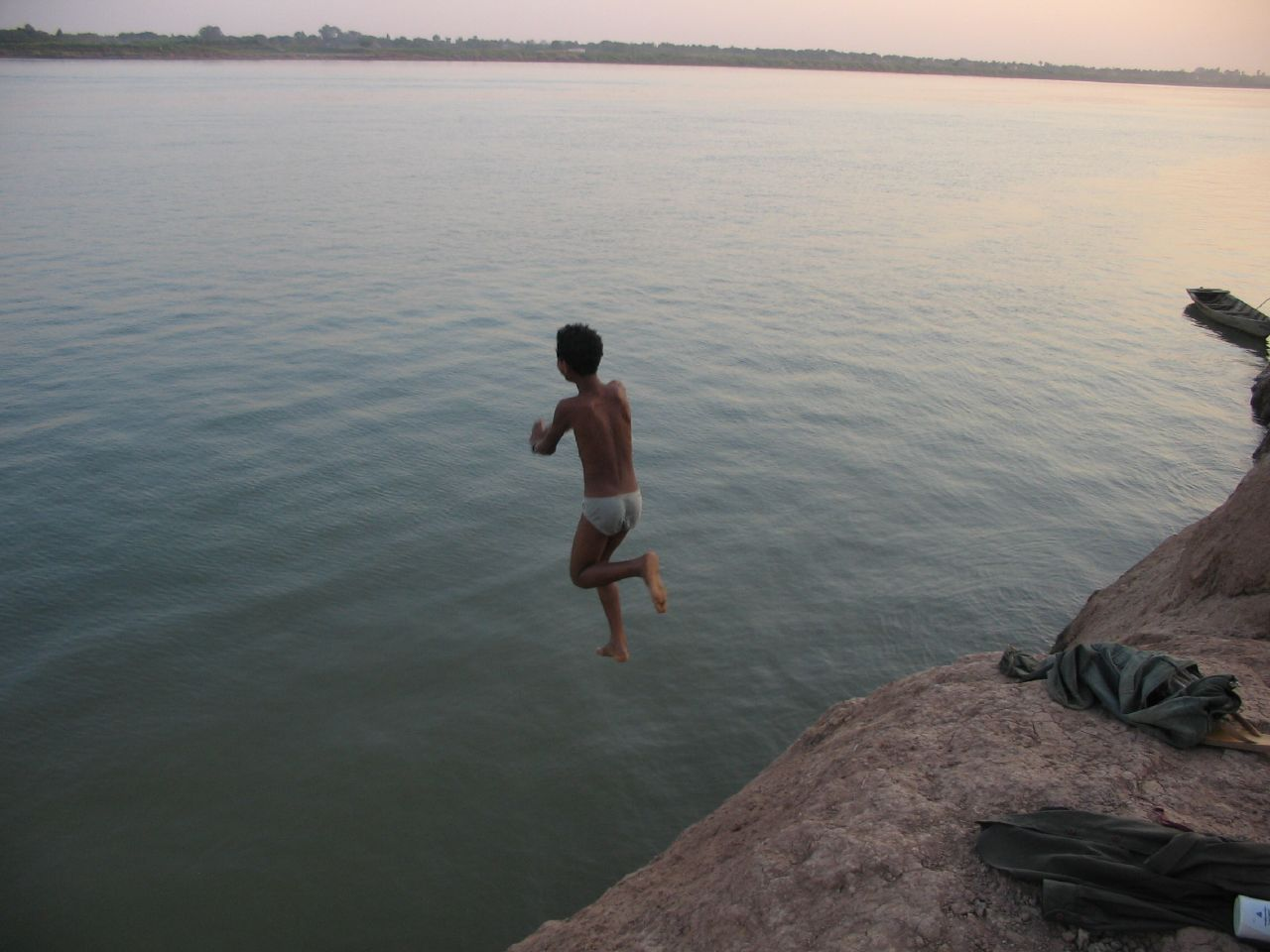
メコンに飛び込むカンボジアの少年。
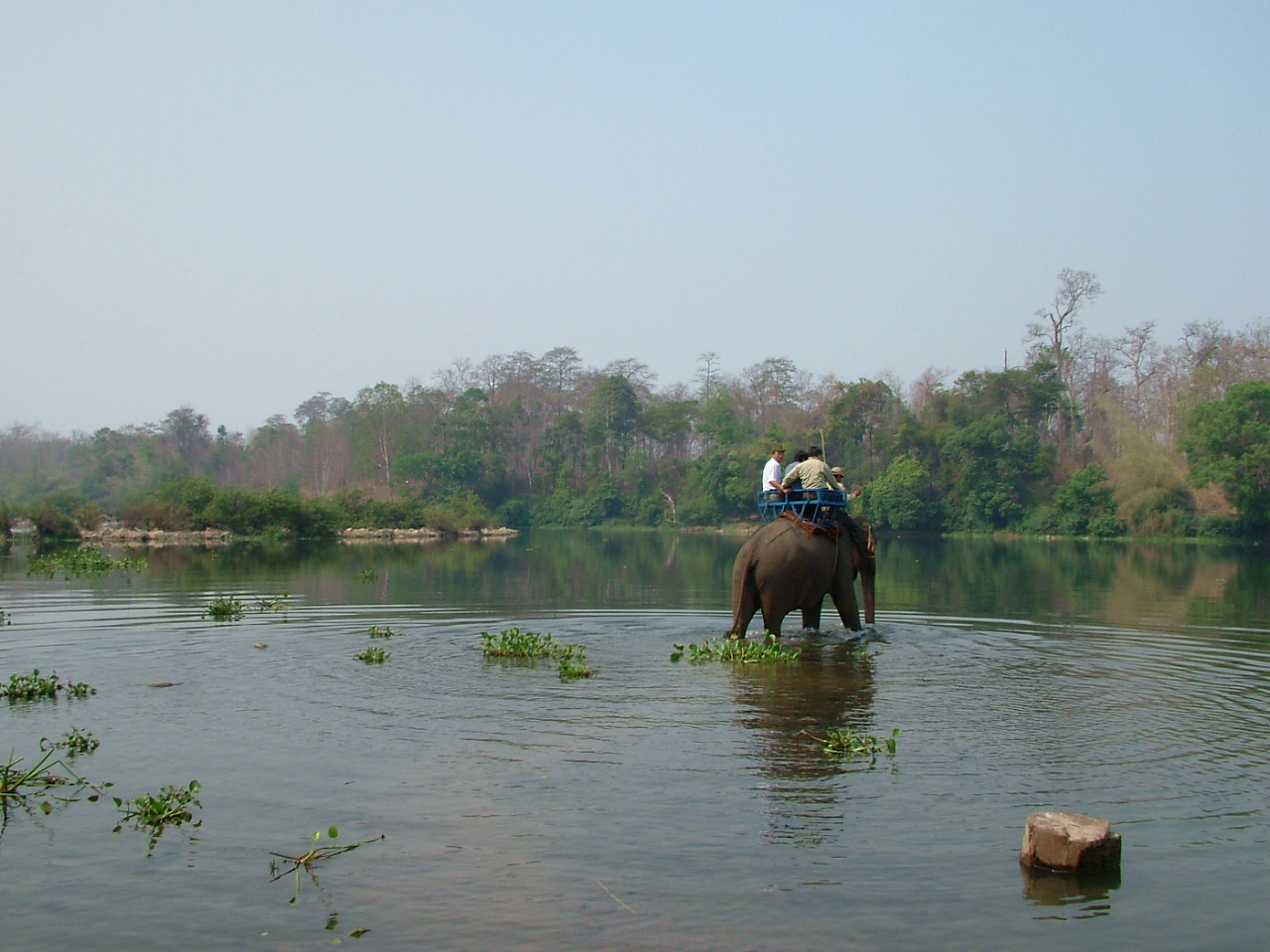
支流のスレポック川を渡るゾウ。ベトナム、ダクラク省にて。
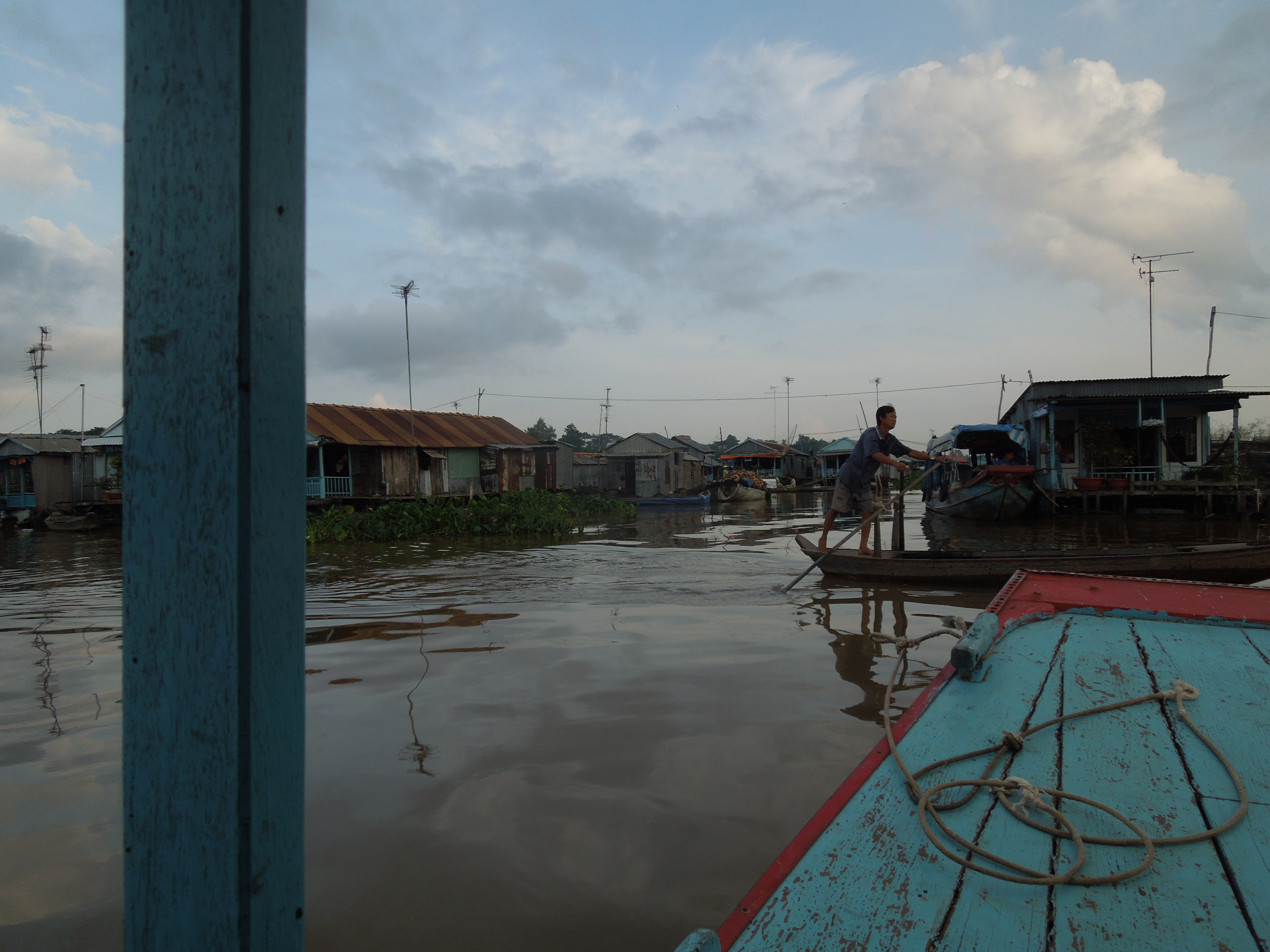
ベトナム、アンザン省チャウドック（後江）の水上家屋。
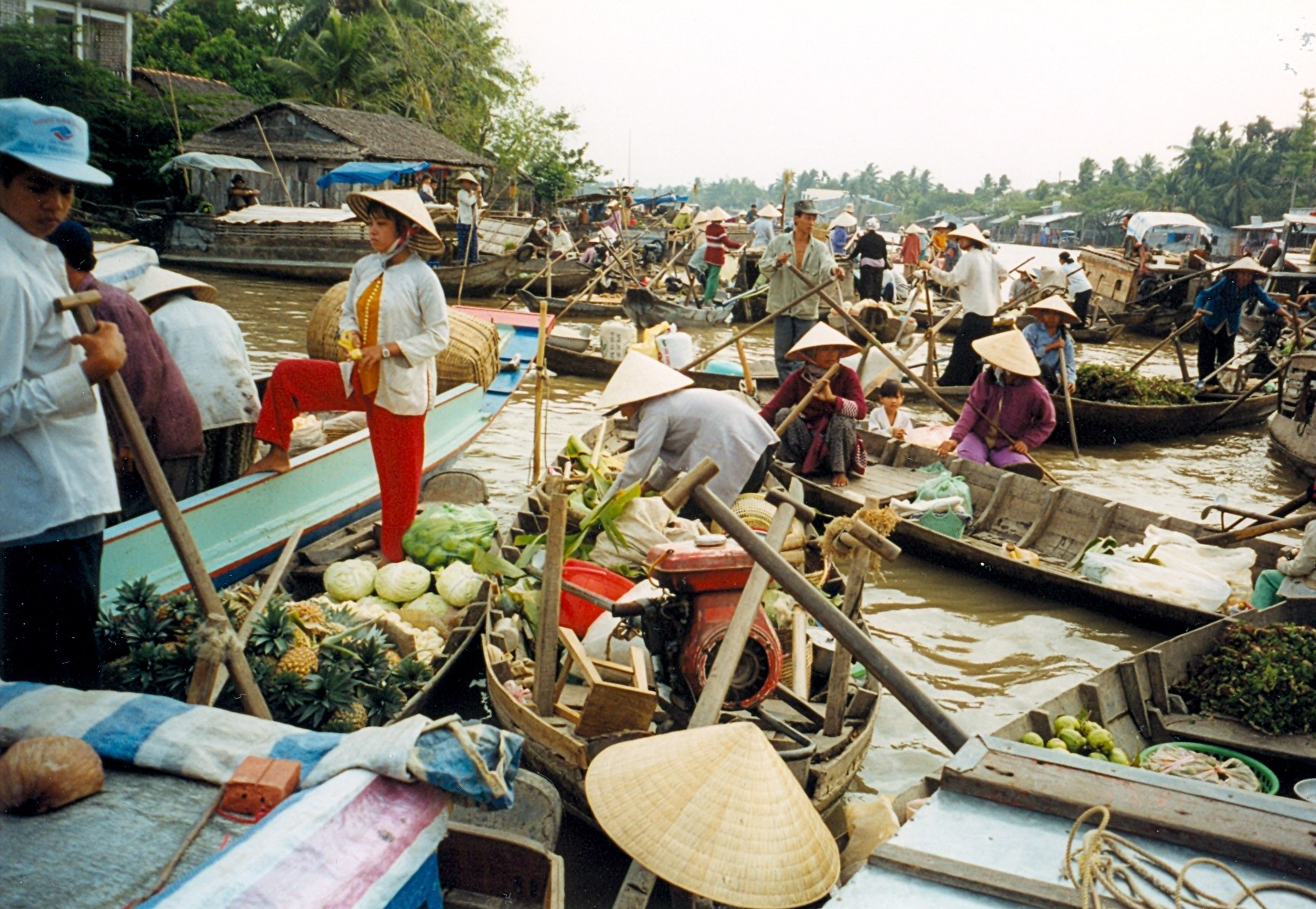
ベトナ、カントーの水上マーケット。
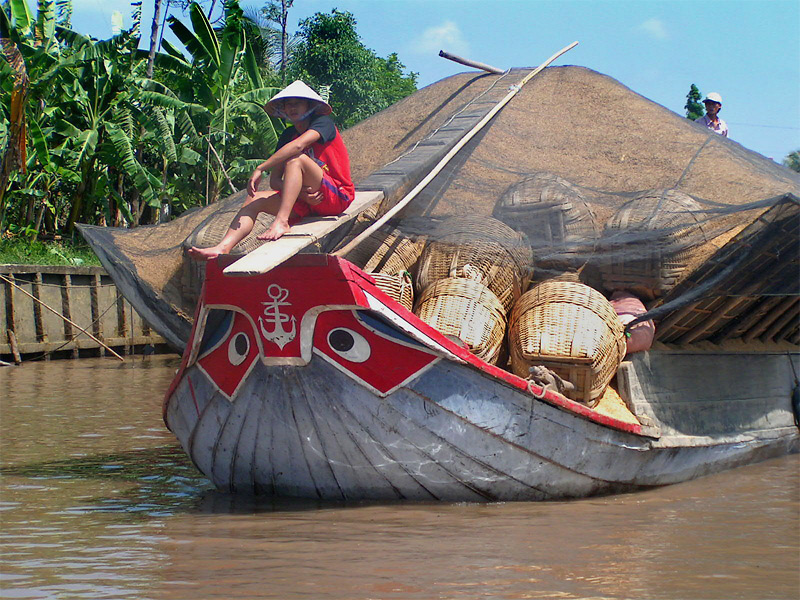
メコンの水運でコメを運ぶ。ベトナム、ヴィンロン省にて。
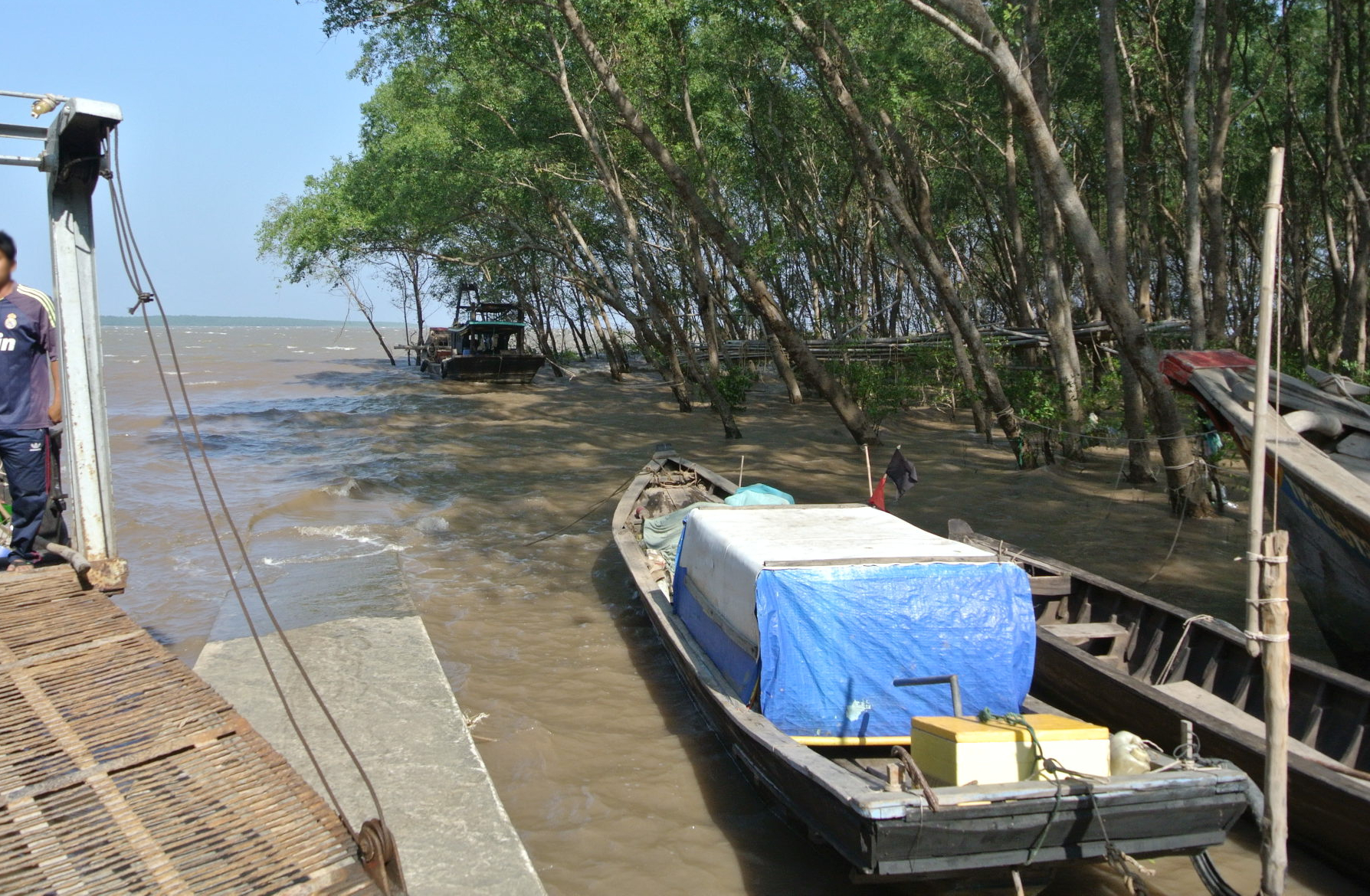
主要な支流の1つ、コーチェン川河口近く、チャーヴィン省ミーロン市社からベンチェ省ロンホア社へ向かう渡し場。
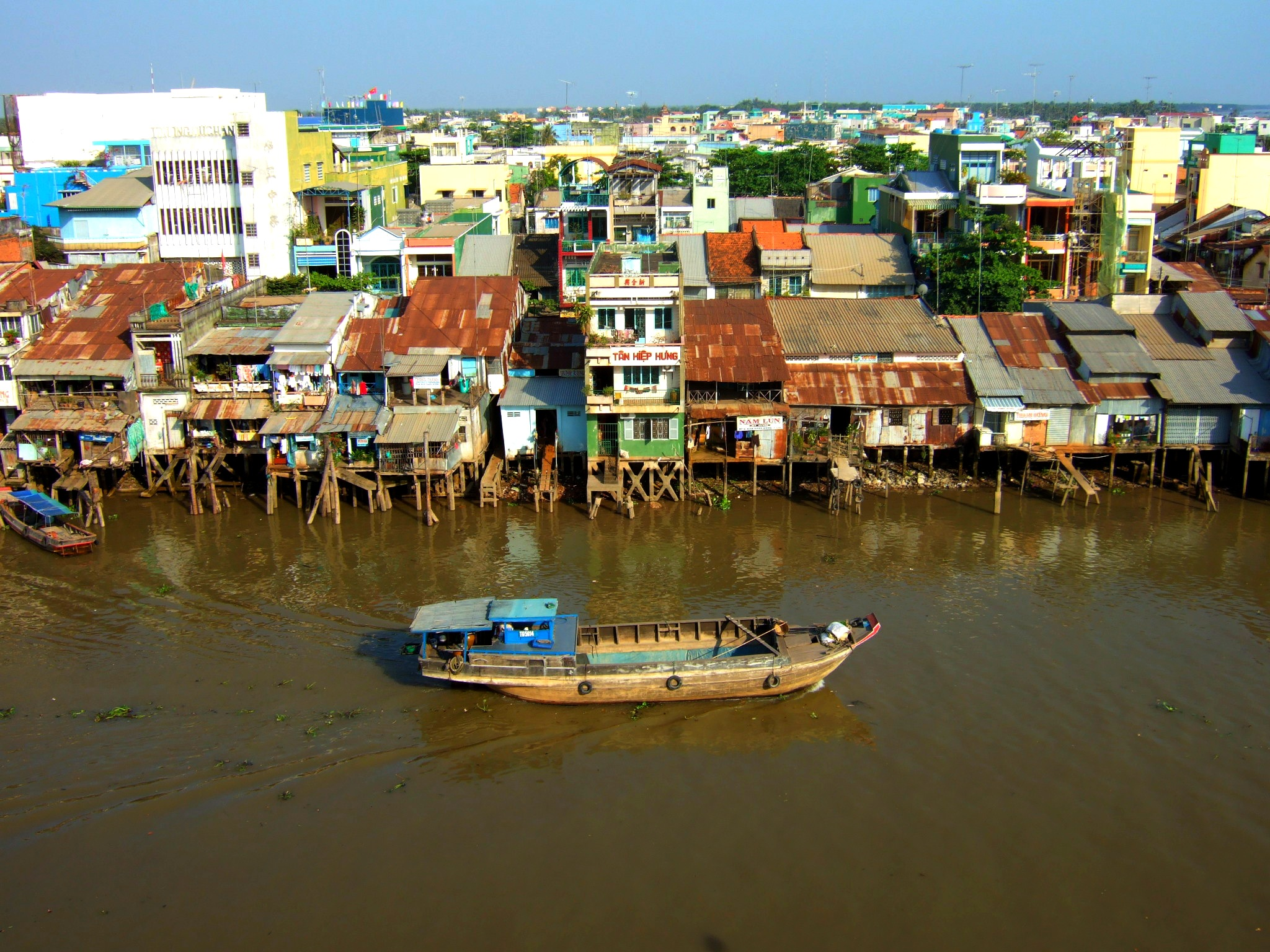
メコンデルタの街、ミトー。
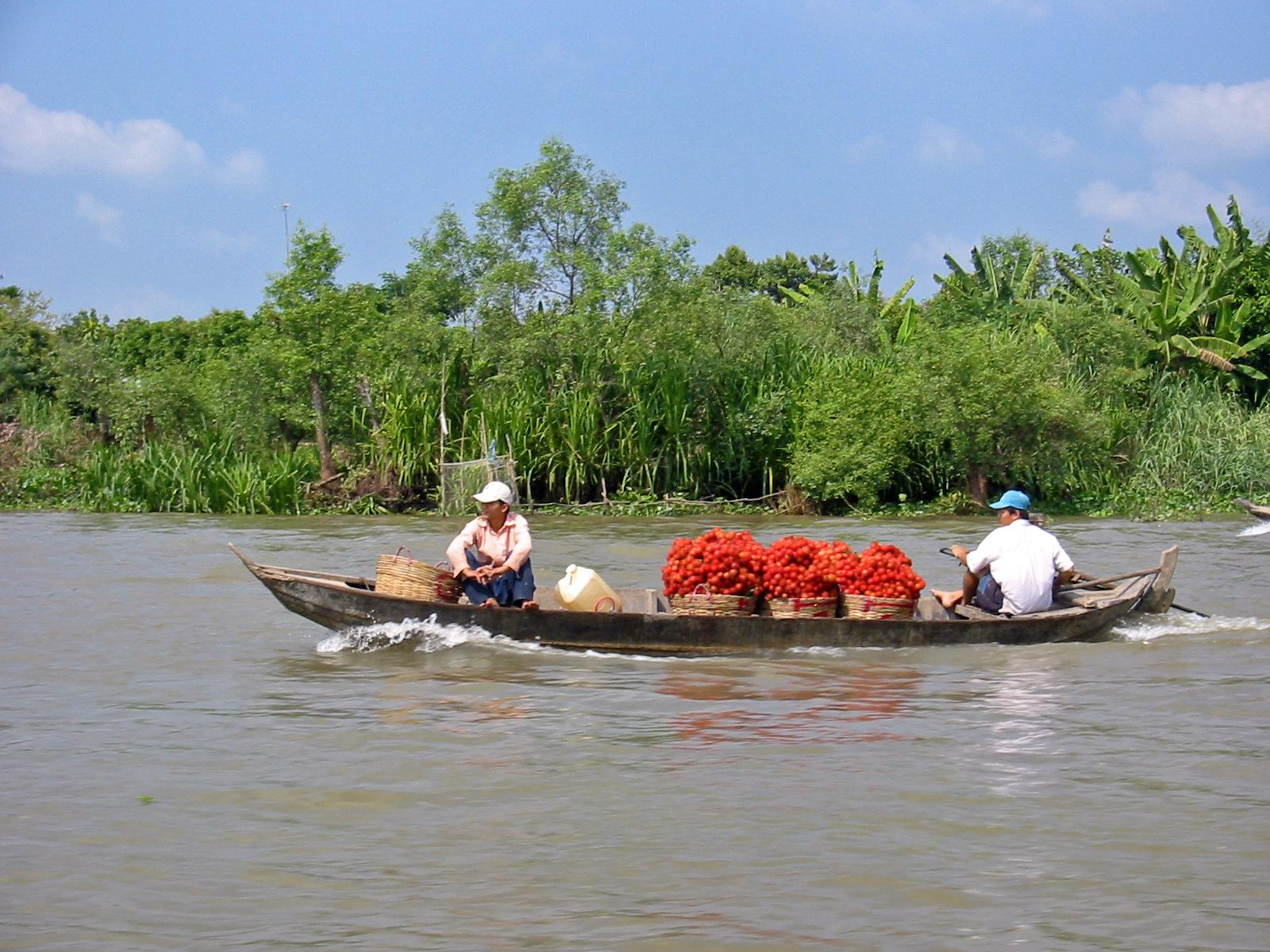
メコンデルタにてランブータンを運ぶ。